# Décès en 1253
Décès
- 1249
- 1250
- 1251
- 1252
- 1253
- 1254
- 1255
- 1256
- 1257

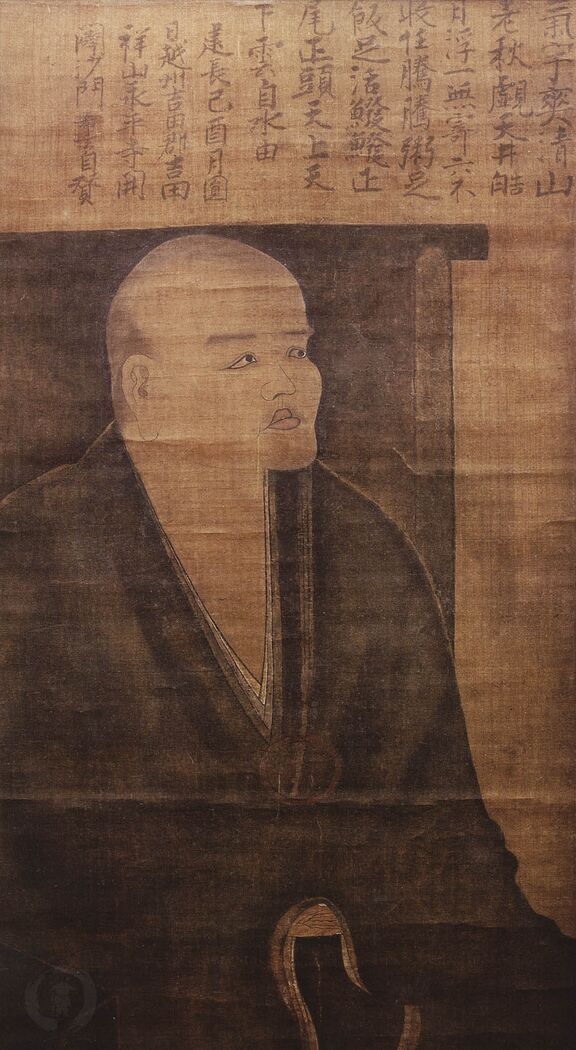
Dōgen, mort en 1253.

Cette page dresse une liste de personnalités mortes au cours de l'année 1253 :
- 9 février : Bogufał II, évêque de Poznań.
- 12 mars : Fina de San Geminiano, grande mystique ayant des visions du Christ, sainte de l'Église catholique romaine.
- 3 avril : Richard de Chichester, évêque de Chichester en Angleterre.
- 22 avril : Élie de Cortone, religieux italien, deuxième ministre général de l'Ordre des frères mineurs.
- 25 mai : Pierre de Colmieu ou Pietro da Collemezzo, Pietro de Colmier ou Petrus de Collemedio, Archevêque de Rouen, cardinal d'Albano.
- 12 juin : Boniface II de Montferrat, surnommé le géant, marquis de Montferrat.
- 23 ou 24 juin : Amédée IV, 10e comte de Savoie, d'Aoste et de Maurienne et seigneur de Piémont.
- 8 juillet : Thibaut Ier de Navarre, roi de Navarre depuis 1234 dit Thibaut le Chansonnier, Comte de Champagne
- 11 août : Sainte Claire,  née Chiara Offreduccio di Favarone, disciple de saint François d'Assise, fondatrice de l'ordre des Pauvres Dames (clarisses), déclarée sainte par l'Église catholique romaine.
- 22 septembre : Dōgen, fondateur de l'école Sōtō du bouddhisme zen au Japon.
- 23 septembre : Venceslas Ier de Bohême[1], roi de Bohême.
- 9 octobre : Robert Grosseteste, évêque, scientifique et théologien anglais (né v. 1175), fondateur de l’école franciscaine d’Oxford[2].
- 16 novembre : Agnès d'Assise, religieuse de l'ordre des Pauvres Dames de Saint-Damien, dites clarisses, abbesse du monastère de Monticelli.
- 19 novembre : Giacomo da Castell'arquato, ou  Jacques Herbert de la Porte, cardinal-évêque de Porto e Santa Rufina.
- 29 novembre : Othon II de Bavière[3], comte palatin du Rhin et duc de Bavière .

- Aymon II de Faucigny, dit le Courtois, noble et avoué de Lausanne, du prieuré de Chamonix et de Pully.
- Robert Grossetête (né en 1175), érudit anglais.
- Jean de Saint Albans, médecin et théologien anglais de l'ordre des Dominicains.
- Nicolas de Nauen, ou Nicolas de Magdebourg, de l'ordre des prémontrés, quatrième évêque de Riga et de la Livonie.
- Ahmad al-Tifachi, poète, écrivain et anthologiste berbero-arabe.

## Crédit d'auteurs
- Cet article est partiellement ou en totalité issu de l'article intitulé « 1253 » (voir la liste des auteurs).